# مارکو مارتزوکا
مارکو مارتزوکا (ایتالیایی: Marco Marzocca؛ زادهٔ ۱۴ سپتامبر ۱۹۶۲) کمدین و بازیگر اهل ایتالیا است.
از فیلم‌ها یا مجموعه‌های تلویزیونی که وی در آن‌ها نقش داشته‌است، می‌توان به حوزه استحفاظی اشاره نمود.